# Andreas Albert

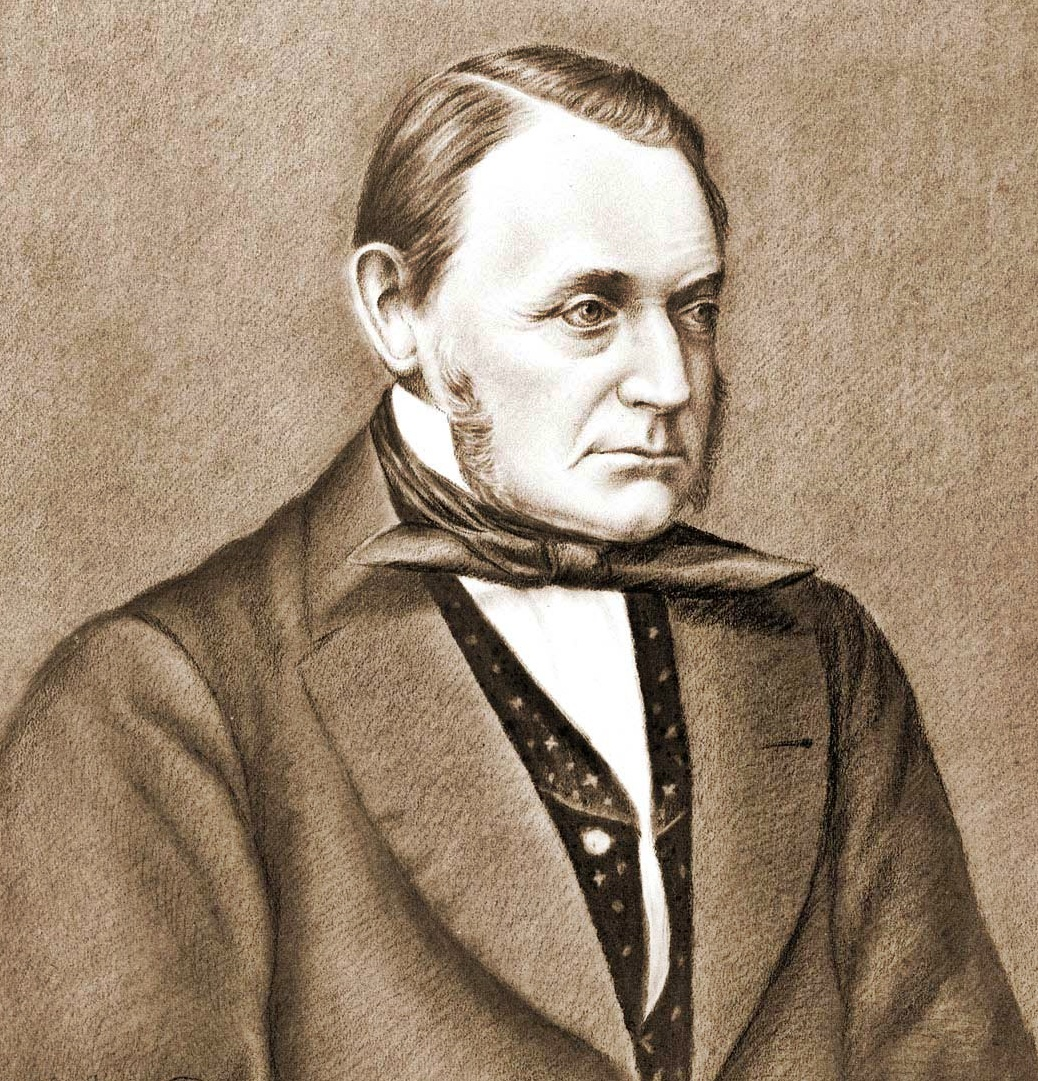
Andreas Albert, zeitgenössische Zeichnung

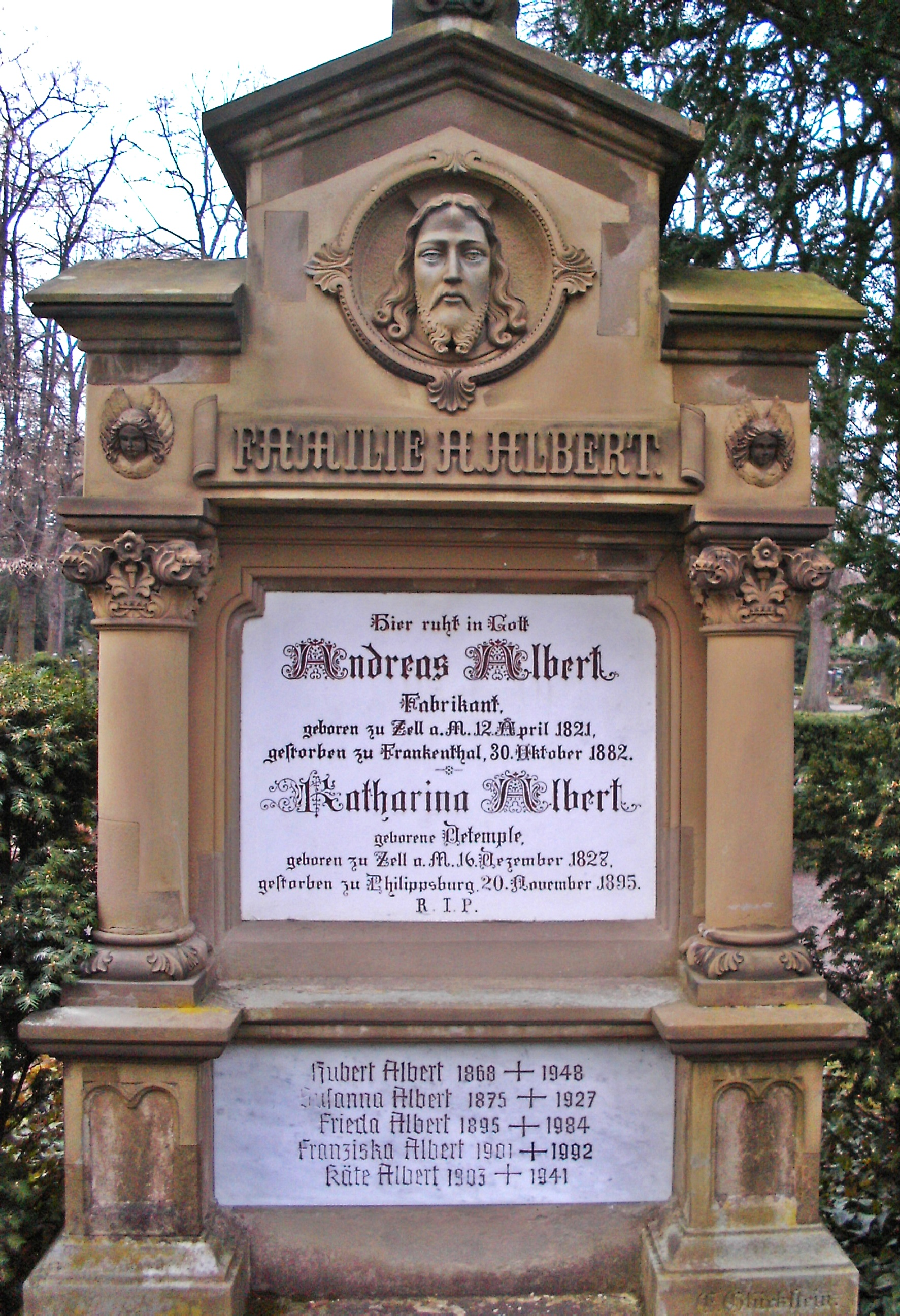
Grab von Andreas Albert, Hauptfriedhof Frankenthal

Andreas Albert (* 12. April 1821 in Zell am Main; † 30. Oktober 1882 in Frankenthal) war Werksmeister bei Koenig & Bauer. Er gründete 1863 zusammen mit Andreas Hamm die Schnellpressenfabrik Albert & Hamm in Frankenthal.

## Leben
Albert besuchte die Volksschule und die Polytechnische Schule in seinem Geburtsort Zell am Main und begann im Alter von 14 Jahren eine Ausbildung in der benachbarten Druckmaschinenfabrik Koenig & Bauer. Nach einer Lehre unter Andreas Friedrich Bauer wurde er 1845 zum Werksmeister ernannt. Albert bewarb sich bei der C. Reichenbachschen Maschinenfabrik in Augsburg, aus der später MAN hervorging. Dort war er verantwortlicher Werksführer und Montageleiter des Schnellpressenbaus. In dieser Zeit gab neben seiner beruflichen Tätigkeit Abendkurse und verfasste das Lehrbuch Der Maschinenmeister an der Schnellpresse.
1856 lernte Albert während einer Geschäftsreise Andreas Hamm kennen. Beide gründeten 1863 das Unternehmen Albert & Hamm. Wie vertraglich vorgesehen trennten sich die Wege von Andreas Albert und Andreas Hamm zehn Jahre später wieder und Albert gründete die Schnellpressenfabrik Albert & Cie., die 1971 in Albert-Frankenthal AG umbenannt wurde und seit 1990 einen Teil von Koenig & Bauer bildet.
Albert richtete Lehrgänge zur Qualifikation seiner Mitarbeiter ein und war Initiator der Wiedereinrichtung des Frankenthaler Gewerbevereins 1867, in dessen Rahmen er die kostenlose Fortbildungsschule des Gewerbevereins erdachte, an der er selbst als Lehrer teilnahm. 1878 ging die Schule in den Besitz der Stadt über und wurde um 1900 zur Frankenthaler Meisterschule. Heute trägt die daraus hervorgegangene Berufsbildende Schule in Frankenthal seinen Namen.
1879 wurde Albert auf Grund seiner Verdienste um die berufliche Bildung in Frankenthal in den Stadtrat berufen. Hier initiierte er unter anderem den Bau des neuen Schulhauses, der „Neumayerschule“ und war mitverantwortlich für die Errichtung von Gasbeleuchtungen im Stadtgebiet.
Albert starb am 30. Oktober 1882 an den Folgen eines lebenslangen Asthmaleidens. Sein Unternehmen führte von da an sein Sohn Aloys.